# ميثم دورقي
ميثم دورقي (بالفارسية: میثم دورقی) هو لاعب كرة قدم إيراني، يلعب مع نادي شاهين بوشهر.

## روابط خارجية
- ميثم دورقي على موقع قاعدة بيانات كرة القدم.إي يو (الإنجليزية)
- ميثم دورقي على موقع Soccerway.com (الإنجليزية)